# ایست انگوس، کبک

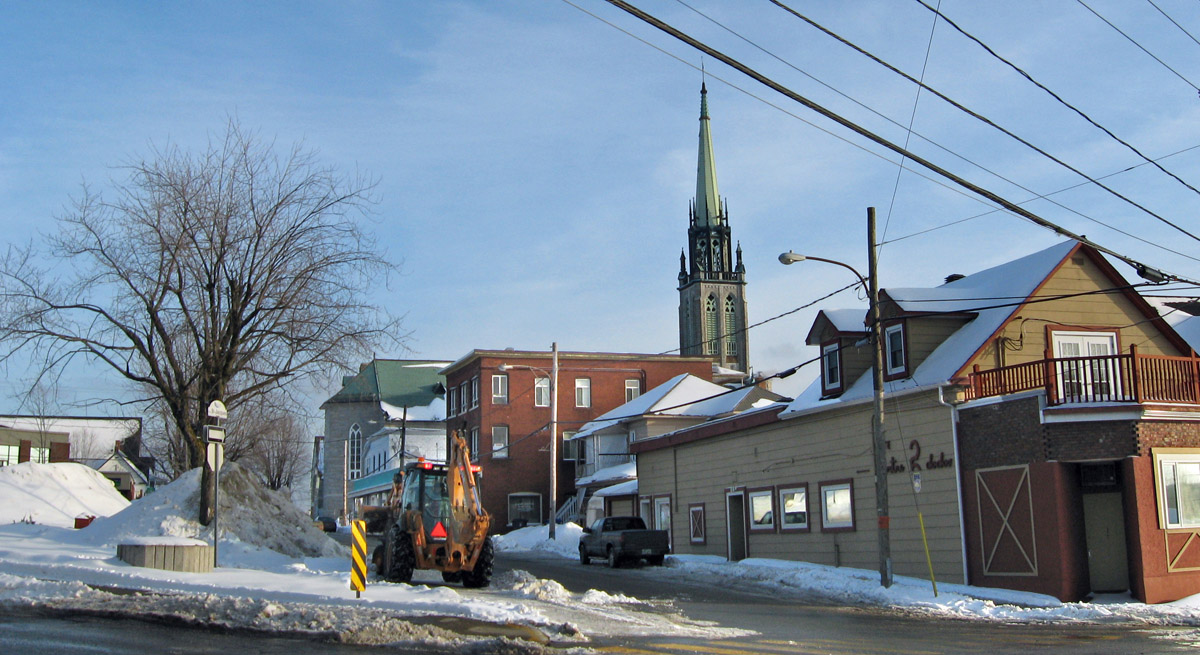
نمایی از کلیسای کاتولیک ایست انگوس - ۲۰۰۸

ایست انگوس (به فرانسوی: East Angus) شهرکی در منطقه شهری لواو-سن-فرانسوا ناحیه استری در استان کبک کانادا است. در سرشماری سال ۲۰۱۱ این شهرک ۳٬۸۱۶ نفر جمعیت داشته‌است و مساحت آن ۸٫۱ کیلومتر مربع است.